# حارة حطروم (صنعاء)
حارة حطروم هي إحدى حارات حي حي سبأ الغربي بمديرية شعوب إحد مديريات العاصمة اليمنية صنعاء، بلغ تعداد سكانها 1852 نسمة حسب تعداد اليمن لعام 2004.